# Nagara (bướm đêm)
Nagara  là một chi bướm đêm thuộc họ Noctuidae.

## Hình ảnh

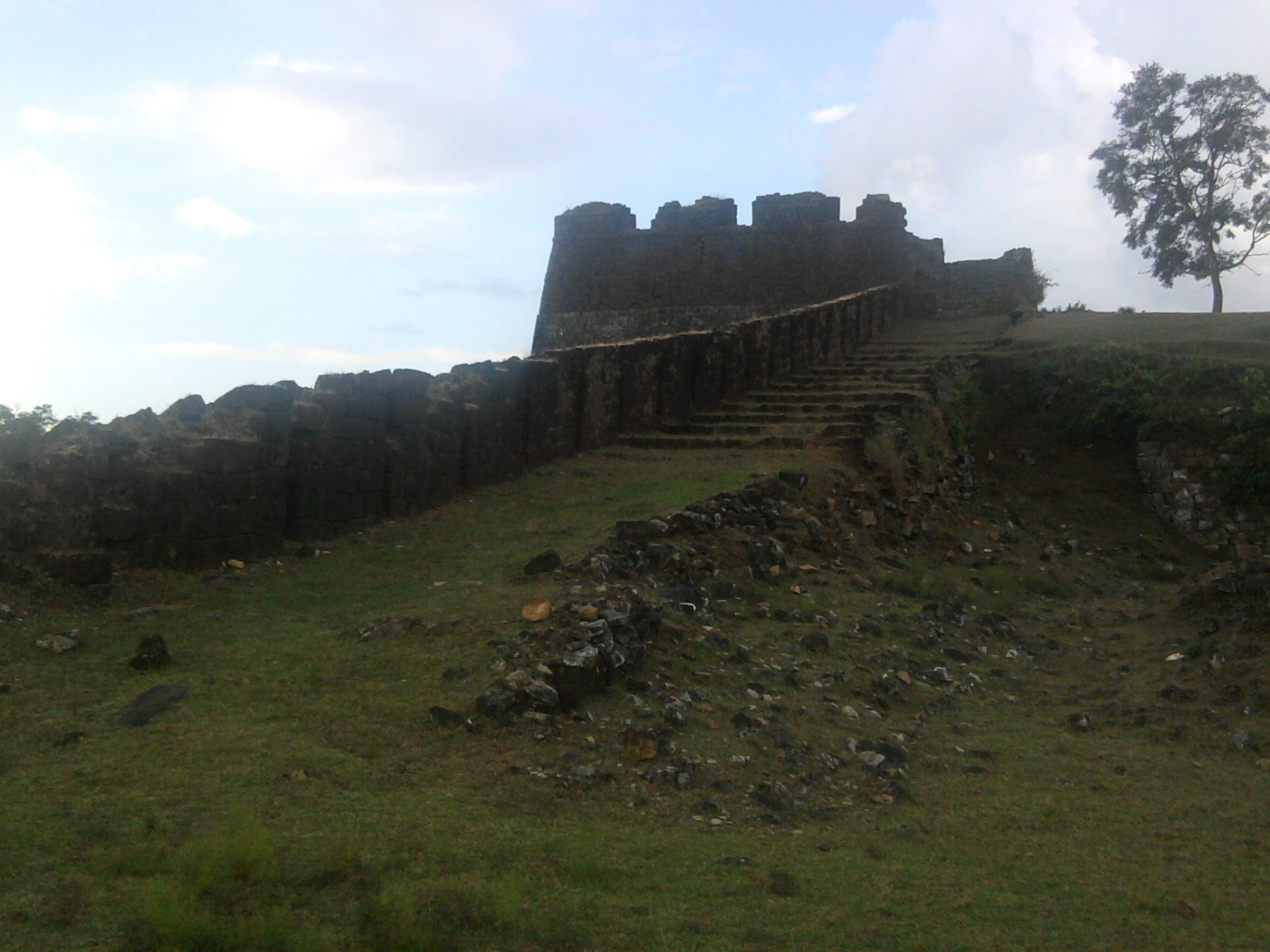
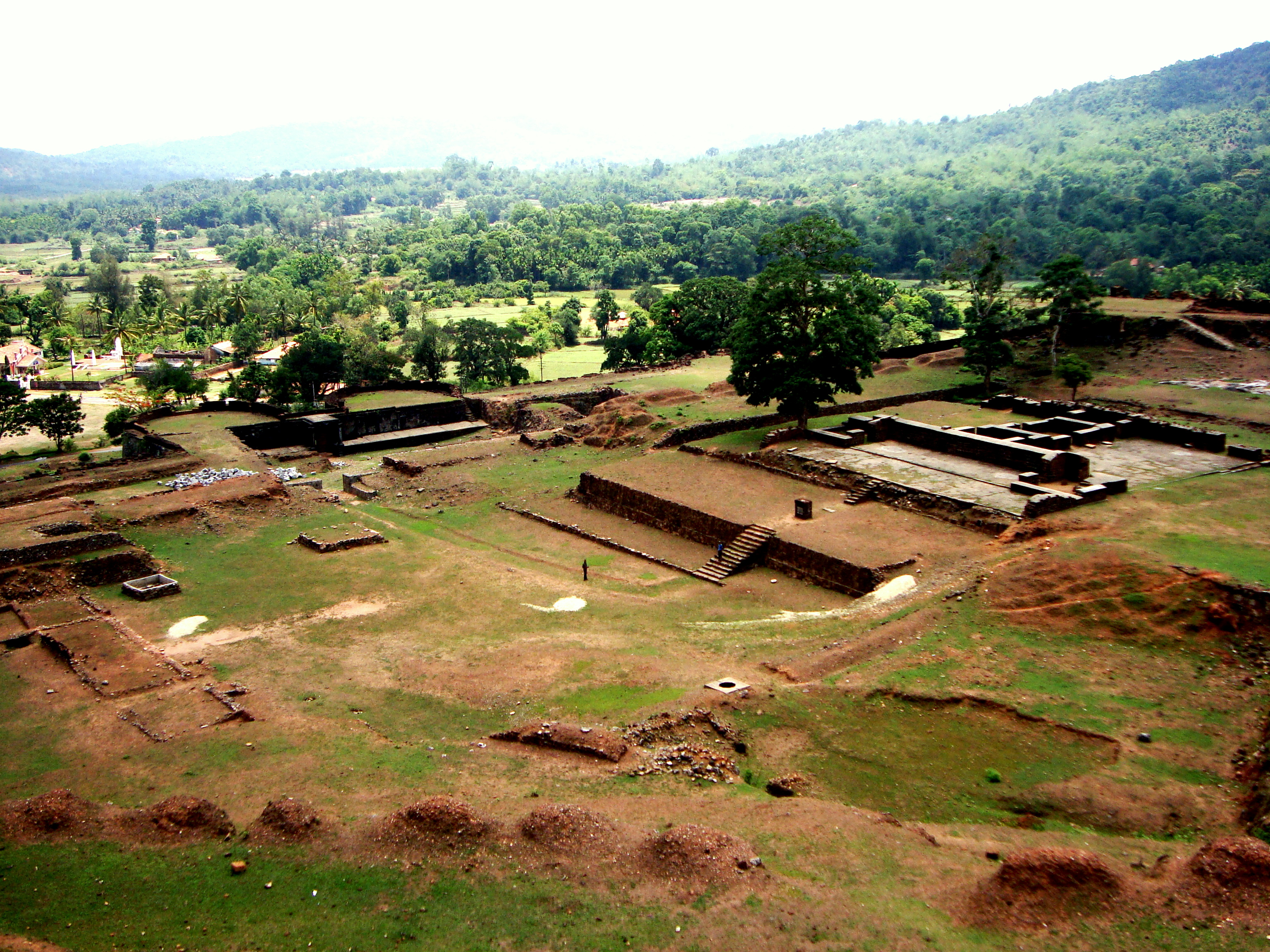
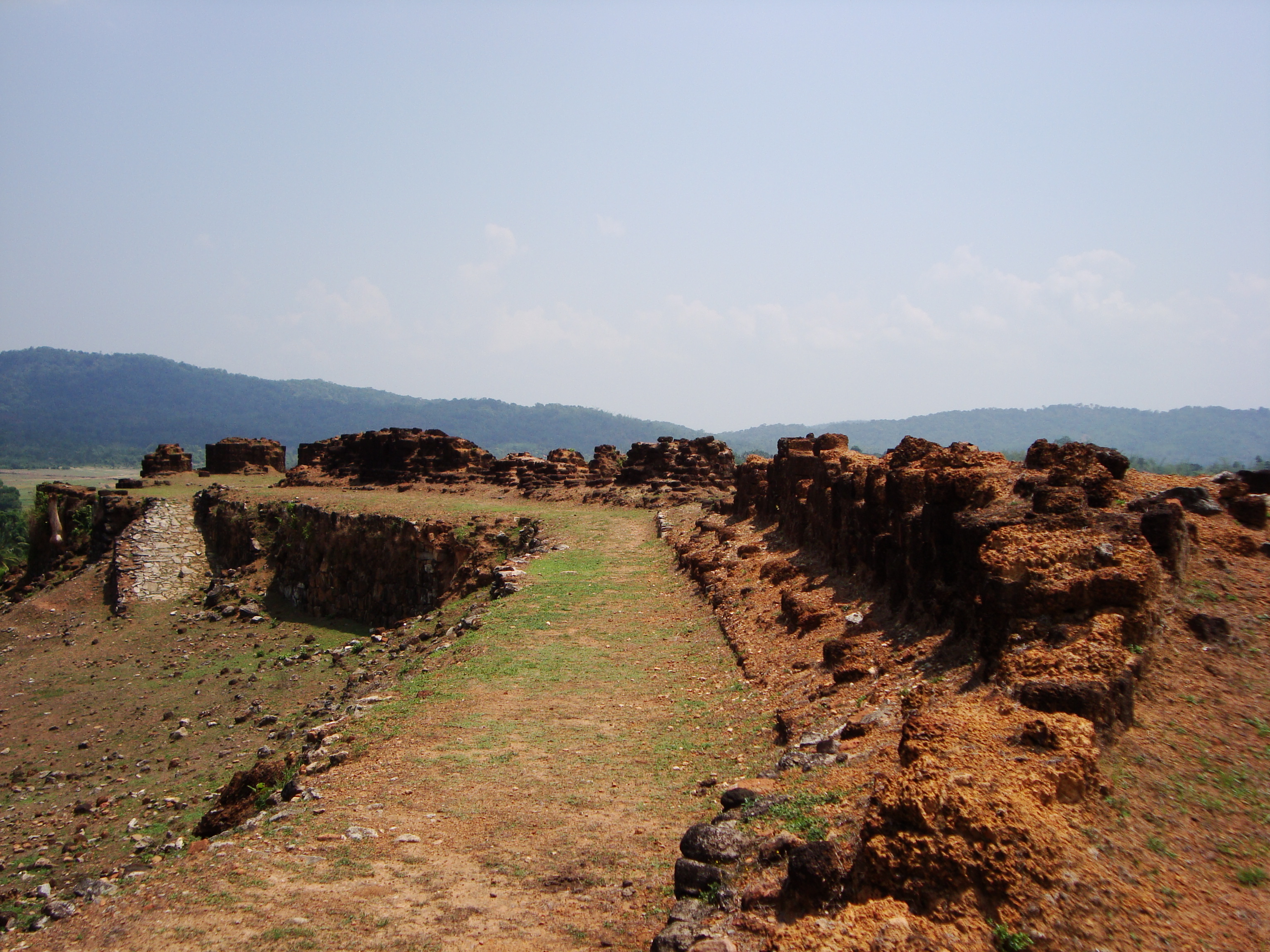
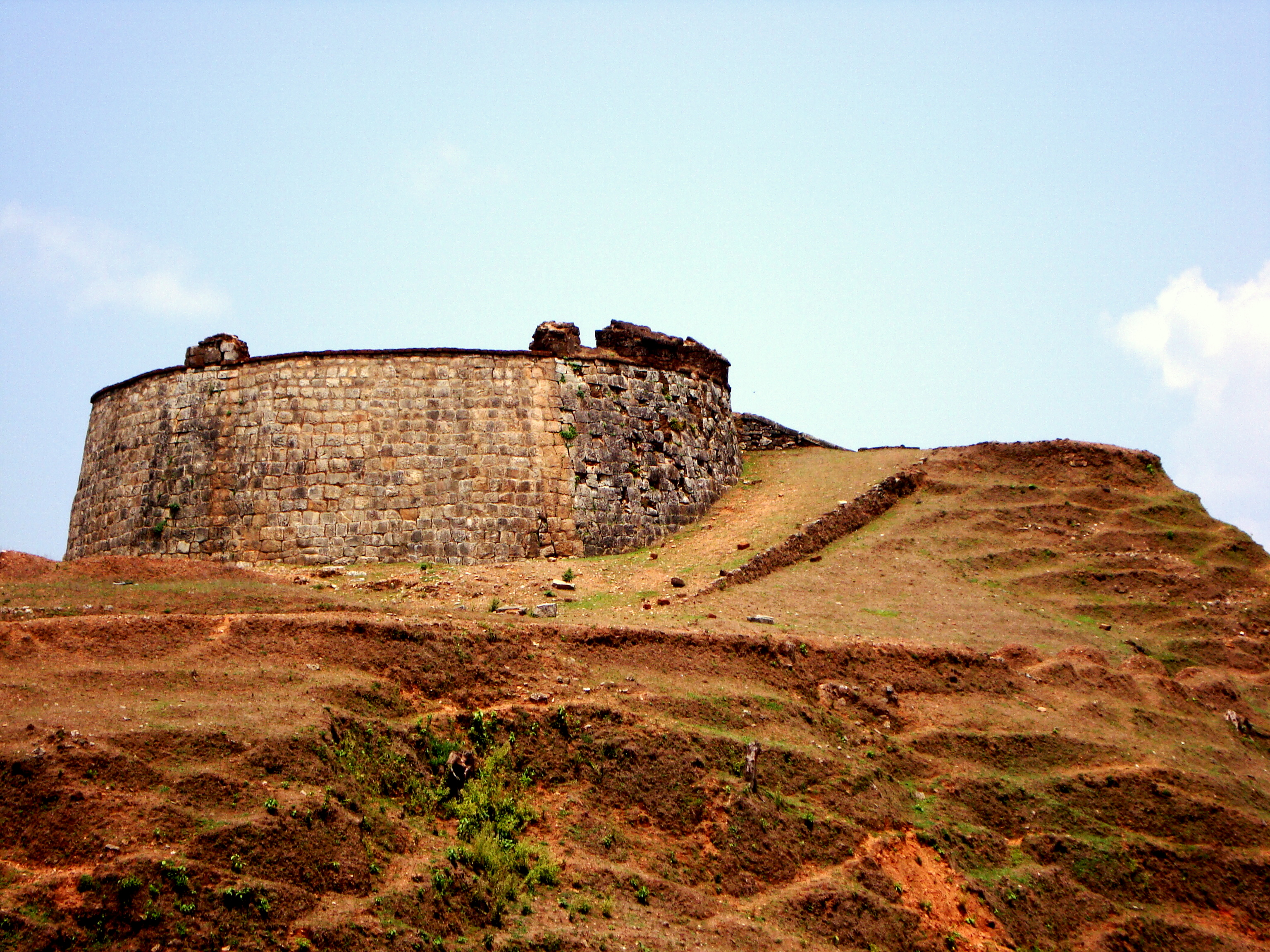